# Ocenilla
Ocenilla es una localidad española del municipio de Cidones, perteneciente a la provincia de Soria, en la comunidad autónoma de Castilla y León. 

## Geografía
Está ubicada en la comarca de Soria y en el partido judicial de Soria. Situada en la N-234 a 15 km de Soria capital y a 124 km de Burgos. Bajo la falda de la Sierra Cabrejas divisando el pico Frentes. Entre los pueblos de Cidones y Toledillo. Cuenta con apenas 85 habitantes, los cuales toman el nombre de abubillos. Entre su flora destaca el roble.
Cruza el término municipal la línea férrea de Burgos a Soria, ya en desuso.

## Historia
El censo de Pecheros de 1528, en el que no se contaban eclesiásticos, hidalgos y nobles, registraba la existencia 33 pecheros, es decir unidades familiares que pagaban impuestos.
A la caída del Antiguo Régimen la localidad se constituye en municipio constitucional en la región de Castilla la Vieja, partido de Soria  que en el censo de 1842 contaba con 46 hogares y  182 vecinos.
A finales del siglo XX este municipio desaparece porque se integra en Cidones, contaba entonces con 49 hogares y 177 habitantes.

## Demografía
| Gráfica de evolución demográfica de Ocenilla entre 1842 y 1970 |
| |
| Población de derecho según los censos de población del INE Población de hecho según los censos de población del INEEntre el censo de 1981 y el anterior, este municipio desaparece porque se integra en el municipio 42061 (Cidones) |

En el año 1981 contaba con 106 habitantes, concentrados en el núcleo principal, pasando a 84 en 2010, 47 varones y 37 mujeres.
| Gráfica de evolución demográfica de Ocenilla entre 2000 y 2010                                   |
|                                                                                                  |
| Población de derecho (2000-2010) según los censos de población del INE a 1 de enero de cada año. |

## Economía
Su economía está principalmente basada en la ganadería bovina y en el sector servicios, en el que destacan las casas rurales, como La Casona de Ocenilla.

## Gastronomía
Sus platos típicos son el perolo en Nochebuena y la cachula o caldo de sangre de cerdo.

## Patrimonio
- Ermita de San Antonio
- Iglesia de San Esteban
- Restos arqueológicos
- Fuente Don Simón (manantial natural)
- Fuente de la yedra (manantial natural)

El agua de ambas procede de un manantial natural, siendo una de las únicas localidades el país que tiene dos fuentes de este tipo. 
- Antiguo lavadero

## Fiestas
- 13 y 14 de junio: San Antonio y San Antoñito
- 1.º fin de semana de agosto: verbena de verano
- 26 de diciembre: San Esteban